# تحلل عصبي

صورة بالرنين المغناطيسي
لمريض مصاب بضخامة الرأس

التحلل العصبي أو التآكل العصبي أو التنكس العصبي (بالإنجليزية: Neurodegeneration)‏ هو فقدان تدريجي متفاقم لبنية أو وظيفة الخلايا العصبية، بما قد يصل لموت الخلايا العصبية. العديد من الأمراض العصبية التحللية، بما في ذلك التصلب الجانبي الضموري ومرض باركنسون ومرض الزهايمر ومرض هنتنغتون، تحدث نتيجة لعمليات التحلل العصبي. وتُعتبر هذه الأمراض غير قابلة للشفاء، مما يتسبب في تدهور تدريجي لدرجة تصل لموت الخلايا العصبية.
بتقدم البحث العلمي ظهرت العديد من أوجه التشابه التي تربط هذه الأمراض ببعضها البعض على مستوى تحت خلوي. وقد أعطت هذه الاكتشافات حول أوجه الشبه بين هذه الأمراض أملاً في التقدم العلاجي الذي يمكن أن يعمل على تحسين العديد من الأمراض في وقت واحد. هناك العديد من أوجه التشابه بين الاضطرابات العصبية المختلفة بما في ذلك تجميع غير نمطي للبروتين بجانب موت الخلايا المستحث. ويمكن اكتشاف التحلل العصبي في العديد من المستويات المختلفة من الدوائر العصبية بشكل يتراوح من الجزيئي إلى النظامي.

## عوامل الخطر
تُعتبر الشيخوخة عامل الخطر الأكبر بالنسبة للاضطرابات التحللية العصبية. تساهم طفرات الحمض النووي الريبوزي منقوص الأكسجين (الدنا) الميتوكوندري إلى جانب الإجهاد التأكسدي في حدوث الشيخوخة. تحدث العديد من هذه الأمراض في وقت متأخر من الحياة، ما يرجح وجود عوامل تتغير مع تغير عمر الشخص لكل مرض. يعد فقدان وظيفة العصبونات بشكل تدريجي مع تقدم المرض بتقدم السن عاملًا ثابتًا في كل مرض. اقتُرح أن تكدس الدنا المتضرر يوفر الرابط المسبب الأساسي ما بين الشيخوخة والأمراض العصبية التحللية. يختبر 20-40% تقريبًا من الناس الذين تتراوح أعمارهم بين 60 و75 تضاؤلًا واضحًا في الأداء المعرفي في مجالات عدة بما في ذلك الذاكرة العرضية والمكانية والعاملة، بالإضافة إلى سرعة المعالجة.

## اضطرابات خاصة

### مرض آلزهايمر
يتميز مرض آلزهايمر بخسارة العصبونات والمشابك في مناطق القشرة المخية إلى جانب مناطق تحت قشرية محددة. تسبب هذه الخسارة ضمورًا هائلًا في الأماكن المصابة، يشمل هذا انتكاسًا في الفصين الصدغي والجداري ومناطق من الفص الجبهي والقشرة الحزامية.
افتُرض أن مرض آلزهايمر من أمراض سوء طي البروتين (اعتلال بروتيني) التي تنتج عن تراكم الطي غير الطبيعي لبروتيني تاو و«إيه-بيتا» في الدماغ. تتألف اللويحات من ببتيدات صغيرة، بطول 39-43 حمض أميني، ويطلق عليها اسم ببتيد بيتا النشواني (إيه-بيتا أو Aβ). يعد ببتيد بيتا النشواني جزءًا من بروتين أكبر يدعى طليعة البروتين النشواني (إيه بّي بّي)، وهو بروتين عبر غشائي يخترق غشاء الخلية العصبية. يُعتبر «إيه بّي بّي» ضروريًا من أجل نمو العصبونات ونجاتها وإصلاحها بعد الإصابة. في مرض آلزهايمر، يُقسم «إيه بّي بّي» إلى أجزاء أصغر بواسطة إنزيمات عبر عملية التحلل البروتيني. يحرض أحد هذه الأجزاء لييفات ببتيد بيتا النشواني، التي تكوّن بدورها مجموعات من التشكلات الثخينة التي تتركز خارج العصبونات وتُعرف باسم اللويحات الشيخوخية.

### مرض باركنسون
مرض باركنسون هو ثاني أكثر الاضطرابات العصبية التنكسية شيوعًا. يبرز نموذجيًا ببطء الحركة، والصلابة وعدم استقرار وضعية الجسم. يتراوح معدل الانتشار الأولي لمرض باركنسون ما بين 15 و12,500 لكل 100,000، مع كون المرض أقل انتشارًا في الدول الآسيوية. يعد مرض باركنسون اضطرابًا تنكسيًا في الجهاز العصبي المركزي. ينتج عن موت الخلايا المولدة للدوبامين في المادة السوداء، وهي منطقة من الدماغ المتوسط؛ سبب موت الخلايا غير معروف. الفقرة التالية مقتطف من قسم الفيزيولوجيا المرضية في مقال عن مرض باركنسون:
قد تشتمل الآلية التي تُفقد بموجبها الخلايا العصبية في مرض باركنسون على تراكم غير طبيعي للبروتين ألفا-ساينوكلين المرتبط مع الأبوكويتين في الخلايا المصابة. لا يمكن توجيه المعقد ألفا-ساينوكلين-أبوكويتين إلى البروتيزوم. يشكل تراكم البروتين هذا محتويات سيتوبلازمية بروتينية تدعى أجسام ليوي. أظهرت البحوث الأخيرة حول إمراضية مرض باركنسون أن موت العصبونات الدوبامينية بواسطة ألفا-ساينوكلين ناتج عن عيب في آلية نقل البروتينات بين عضيتين خلويتين رئيسيتين- الشبكة الهيولية الباطنة (إي آر) وجهاز غولجي. قد تعكس بعض البروتينات مثل راب1 هذا الخلل الذي يسببه البروتين ألفا-ساينوكلين في النماذج الحيوانية.
تقترح الأبحاث الحديثة أن النقل المحواري المعيب لألفا-ساينوكلين يؤدي إلى تكدس أجسام ليوي. أبدت التجارب معدلات نقل منخفضة لكل من النمط البري والنمطين العائليين من ألفا-ساينوكلين الطافر المرتبط بمرض باركنسون من خلال محاور العصبونات المستنبتة. وقد يكون تلف الغشاء الخلوي بواسطة ألفا-ساينوكلين آليةً أخرى من آليات مرض باركنسون.
تعد الشيخوخة عامل الخطر الأساسي. أظهرت بعض جينات الاستعداد الوراثي بما فيها ألفا-ساينوكلين وتكرار كيناز 2 الغني بالليوسين (إل آر آر كيه -2) والجلوكوسيريبروسيديز (جي بي إيه) أن الاستعداد الوراثي يعد عاملًا مسببًا مهمًا للمرض.

### داء هنتنغتون
يسبب داء هنتنغتون «إتش دي» الدباق النجمي وخسارة العصبونات الشوكية المتوسطة. تصاب مناطق الدماغ على أساس بنيتها وأنواع العصبونات التي تحتويها، إذ يتقلص حجمها مع تراكم موت الخلايا. تقع المناطق المصابة بشكل رئيسي في الجسم المخطط، لكن قد توجد أيضًا في القشرتين الجبهية والصدغية. ترسل نواة أسفل المهاد من الجسم المخطط إشارات التحكم إلى الكرة الشاحبة، التي تستحدث وتنظم الحركة. بالتالي تسبب إشارات نواة أسفل المهاد الضعيفة انخفاضًا في استحداث وتنظيم الحركة، ما ينتج عنه الحركات المميزة للاضطراب، لا سيما الرقاص.     
هنتنغتون الطافر هو بروتين معرض للتكدس. أثناء عملية التصفية الطبيعية للخلايا، تُنقل هذه البروتينات بشكل راجع إلى جسم الخلية من أجل تدميرها عبر الجسيمات الحالة. من الممكن أن تتلف تجمعات البروتين الطافرة هذه النقل الراجع لحمولات مهمة مثل «بي دي إن إف»، عبر إتلاف المحركات الجزيئية بالإضافة إلى الأنيبيبات الميكروية.

### التصلب الجانبي الضموري (إيه إل إس)
التصلب الجانبي الضموري (مرض لو جيرج) هو مرض يستهدف العصبونات الحركية تحديدًا مسببًا تنكسها. في عام 1993، اكتُشفت طفرات مغلطة في الجين الذي يرمز الإنزيم المضاد للأكسدة سوبر أكسيد دسموتاز 1 بنوعيه الزنك والنحاس (إس أو دي 1) في مجموعات فرعية من المرضى الذين يعانون من «إيه إل إس» عائلي. شجع هذا الاكتشاف تركيز الباحثين على كشف آليات الأمراض التي يتوسطها «إس أو دي 1). ومع ذلك، لم يتم فهم الآلية الإمراضية الكامنة خلف سمية «إس أو دي 1» الطافر. مؤخرًا، ذُكر وجود تجمعات بروتيني «إف يو إس» و«تي دي بّي-43» في بعض الحالات المرضية، ويُعتقد أن سبب التصلب الجانبي الضموري الفرادي الأكثر شيوعًا هو طفرة في الكروموسوم 9 (سي 9 أو آر إف 72).
قدم بحث مستقل أجراه ناجاي وآخرون بالإضافة إلى دي جورجيو وآخرين دليلًا مخبريًا يفيد بأن المواقع الخلوية الأولية حيث تعمل طفرات «إس أو دي 1» موجودة على الخلايا النجمية. تسبب الخلايا النجمية عندئذ التأثيرات السمية على العصبونات الحركية. ما زالت آلية السمية المحددة بحاجة إلى دراسة، ولكن تعد هذه النتائج مهمةً لكونها تُقحم خلايا غير عصبية في عملية التحلل العصبي.

### داء باتن
داء باتن هو اضطراب عصبي تنكسي قاتل، من الاضطرابات النادرة التي تبدأ منذ الولادة.